# Marquesado de la Torre de Carrús
El marquesado de la Torre de Carrús es un título nobiliario español creado el 23 de octubre de 1690 por el rey Carlos II a favor de Onofre Miralles de Bonrostro, con el vizcondado previo de Bonrostro.
Su denominación hace referencia a la Torre situada en Carrús, servía de vigilancia para detectar posibles ataques de piratas africanos, principalmente berberiscos. Carrús es, en la actualidad, un barrio de la provincia de Alicante, inicialmente haciendo referencia a la zona rural al noroeste de Elche, en la que se encontraba la torre. Junto con las otras torres que rodeaban esta ciudad, fue de importancia estratégica para proteger la villa amurallada. Aunque ha sido testigo de la considerable expansión urbanística en el siglo XX, perteneciendo a Elche, hoy en día es un barrio marginado y urbanísticamente desatendido, siendo considerado el más pobre de España. 
La Torre de Carrús, además de cumplir la misión de vigilancia y refugio para las personas cuando eran atacados por los piratas, era también, junto con el caserío anexo, la residencia de la familia Miralles, y especialmente de los primeros marqueses de la Torre de Carrús.
La Torre de Carrús era de grandes dimensiones, incluso más grande que el caserío anexo, por lo que era habitada junto con el caserío permanentemente por la familia Miralles. 

## Marqueses de la Torre de Carrús
|                                 | Titular                             | Periodo                |
| Creación por Carlos II          | Creación por Carlos II              | Creación por Carlos II |
| ------------------------------- | ----------------------------------- | ---------------------- |
| I                               | Onofre Miralles de Bonrostro        | 1690-                  |
| .                               | .                                   |                        |
| Rehabilitación por Alfonso XIII |                                     |                        |
| VI                              | María Ana Gómez y García            | 1930-1960              |
| VII                             | Luis Miralles de Imperial y Gómez   | 1960-1972              |
| VIII                            | Luis Miralles de Imperial y Hornedo | 1977-actual titular    |

## Historia de los Marqueses de la Torre de Carrús
- Onofre Miralles de Bonrostro, I marqués de la Torre de Carrús.

Rehabilitado en 1930 por:
- María Ana Gómez y García, VI marquesa de la Torre de Carrús.

Casó con Claudio Miralles de Imperial y Barrié. le sucedió su hijo:
- Luis Miralles de Imperial y Gómez (1913-Madrid, 5 de marzo de 1972[1]), VII marqués de la Torre de Carrús.

Casó con Amanda de Hornedo y Correa. le sucedió, en 1977, su hijo:
- Luis Miralles de Imperial y de Hornedo, VIII marqués de la Torre de Carrús.

Casó con Ana Polo y Sánchez.